# Morlaye Soumah
Pour les articles homonymes, voir Soumah.
Morlaye Soumah est un footballeur guinéen né le 4 novembre 1971 à Conakry (Guinée). Il évoluait au poste de défenseur.

## Biographie
Cet international guinéen passe la majeure partie de sa carrière au Sporting Club de Bastia. Avec ce club, il dispute 241 matchs en Division 1 et atteint la finale de la Coupe de France en 2002, finale perdue face à Lorient.
Il est le capitaine de l'équipe de Guinée, quart de finaliste lors de la Coupe d'Afrique des nations 2004.

## Carrière de joueur
- 1988-1991 : Tonnerre Yaoundé  Cameroun
- 1991-1993 : SC Bastia  France
- 1993-1994 : US Valenciennes-Anzin  France (prêt)
- 1994-2004 : SC Bastia  France

## Palmarès de joueur
- International guinéen de 1988 à 2004[3]
- Champion du Cameroun en 1988 avec le Tonnerre Yaoundé
- Vainqueur de la Coupe du Cameroun en 1989 et 1991 avec le Tonnerre Yaoundé
- Finaliste de la Coupe du Cameroun en 1990 avec le Tonnerre Yaoundé
- Finaliste de la Coupe de la Ligue en 1995 avec le Sporting Club de Bastia
- Vainqueur de la Coupe Intertoto en 1997 avec le Sporting Club de Bastia
- Finaliste de la Coupe de France en 2002 avec le Sporting Club de Bastia